# Kárpáthy György
Kárpáthy György; Rigó (Lábod, 1853. április 6. – Budapest, 1922. október 9.) színész, színigazgató.

## Élete
Színpadra először 1871-ben id. Károlyi Lajosnál Kaposvárott lépett. Innen azonban szülei, akik őt a papi pályára szánták, szolgabírói segédlettel csakhamar hazavitették, ám hamarosan elhunytak, és ezután a színi pályára lépett. Bonvivánként és társalgási szerepekben láthatta a közönség. 1886-ban színigazgatónak csapott fel, és mint ilyen 1891-ig kisebb társulatokkal bejárta egész Magyarországot, gyakorta nemzetiségi területeken léptek fel. 1909-ben nyugdíjba vonult, de 1910. július 1-én reaktiváltatta magát. 

## Fontosabb színházi szerepei
- Barillon Lajos (Grange-Bernard: Házasság gőzerővel)
- Ormi Béla (Szigligeti Ede: A mama)

## Működési adatai
1872: Károlyi Lajos; 1873: Novák Sándor, Szuper Károly; 1874: Miskolc; 1875: Szatmár; 1876: Aradi Gerő, Nyitra; 1877: Dunaszerdahely; 1878: Fáy János; 1904: Gáspár Jenő; 1906: B. Polgár.
Igazgatóként: 1878: Dabas; 1879–81: Galgóc, Körmend, Szentgotthárd, Kiscell, Zalaegerszeg (Fáy Jánossal); 1882: Szentlőrinc; 1883: Ács; 1884: Nagytapolcsány; 1885: Heves; 1886: Ács; 1887: Alsódabas; 1888: Kunszentmárton; 1889: Fülöpszállás; 1890: Oravicabánya; 1891: Endrőd; 1892: Tiszafüred; 1893: Sepsiszentgyörgy; 1894: Marosludas; 1895: Kula; 1896: Bicske; 1897: Nagykáta; 1898: Belényes; 1899: Lengyeltóti; 1900: Kunszentmárton; 1901: Körmend; 1902: Perlak; 1903: Vajdahunyad téli állomáshelyekkel.

## Családja
Felesége Katics Rózsa (1843. dec. 27.– Felsőőr, 1902. jan. 22.) színésznő. Lányai Kárpáthy Rózsika, Török Dezsőné (1876–?); Kárpáthy Györgyike, Rónai Sándorné (Nyitra, 1877. nov. 23.–?) színésznők.